# Antimima hantamensis
Antimima hantamensis là một loài thực vật có hoa trong họ Phiên hạnh. Loài này được (Engl.) H.E.K.Hartmann & Stüber mô tả khoa học đầu tiên năm 1993.